# Giuseppina Strepponi
Clelia Maria Josepha Strepponi, connue sous le nom de Giuseppina Strepponi (née le 6 septembre 1815 à Lodi, en Lombardie, et morte le 14 novembre 1897 à Sant'Agata),  était une chanteuse d’opéra (soprano) italienne du XIXe siècle.

## Biographie
Feliciano Strepponi (1797–1832), le père de Giuseppina Strepponi,  est organiste et compositeur d’opéras. Elle débute en 1834 dans L'Élixir d'amour de Donizetti. Au cours des années 1830, elle aborde un répertoire étendu et se dépense à l’excès. D’une liaison avec le ténor Napoleone Moriani, elle a deux enfants. 
Elle plaide pour qu’un jeune compositeur ait accès à la Scala. Il s’agit de Giuseppe Verdi. En 1842, elle est Abigaille dans la création de Nabucco. C’est un succès avec 57 représentations successives. Mais Giuseppina produit trop d’effort dans ce répertoire de grand soprano verdien inadapté à sa voix fragile. Elle renonce à la scène en 1846. Elle a à peine 30 ans.

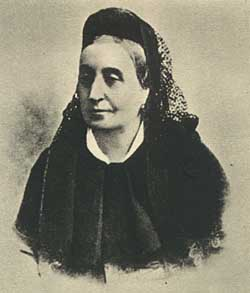
Giuseppina Strepponi en 1897.

Elle s’installe à Paris comme professeur et Verdi la rejoint l’année suivante. Désormais, leurs vies sont liées. Ils s'installent à Sant'Agata en 1851 et se marient le 29 avril 1859. Le mariage religieux a lieu le 29 août 1859 en la paroisse St Martin, à Collonges-sous-Salève (Haute-Savoie).